# Australian Open 2025
L'Australian Open 2025 è stato un torneo di tennis giocato nel complesso di Melbourne Park, a Melbourne in Australia, tra il 12 e il 26 gennaio 2025. È stata la 113ª edizione dell'Australian Open. È organizzato dalla International Tennis Federation (ITF), fa parte dell'ATP Tour 2025 e del WTA Tour 2025 sotto la categoria Grande Slam.

## Torneo

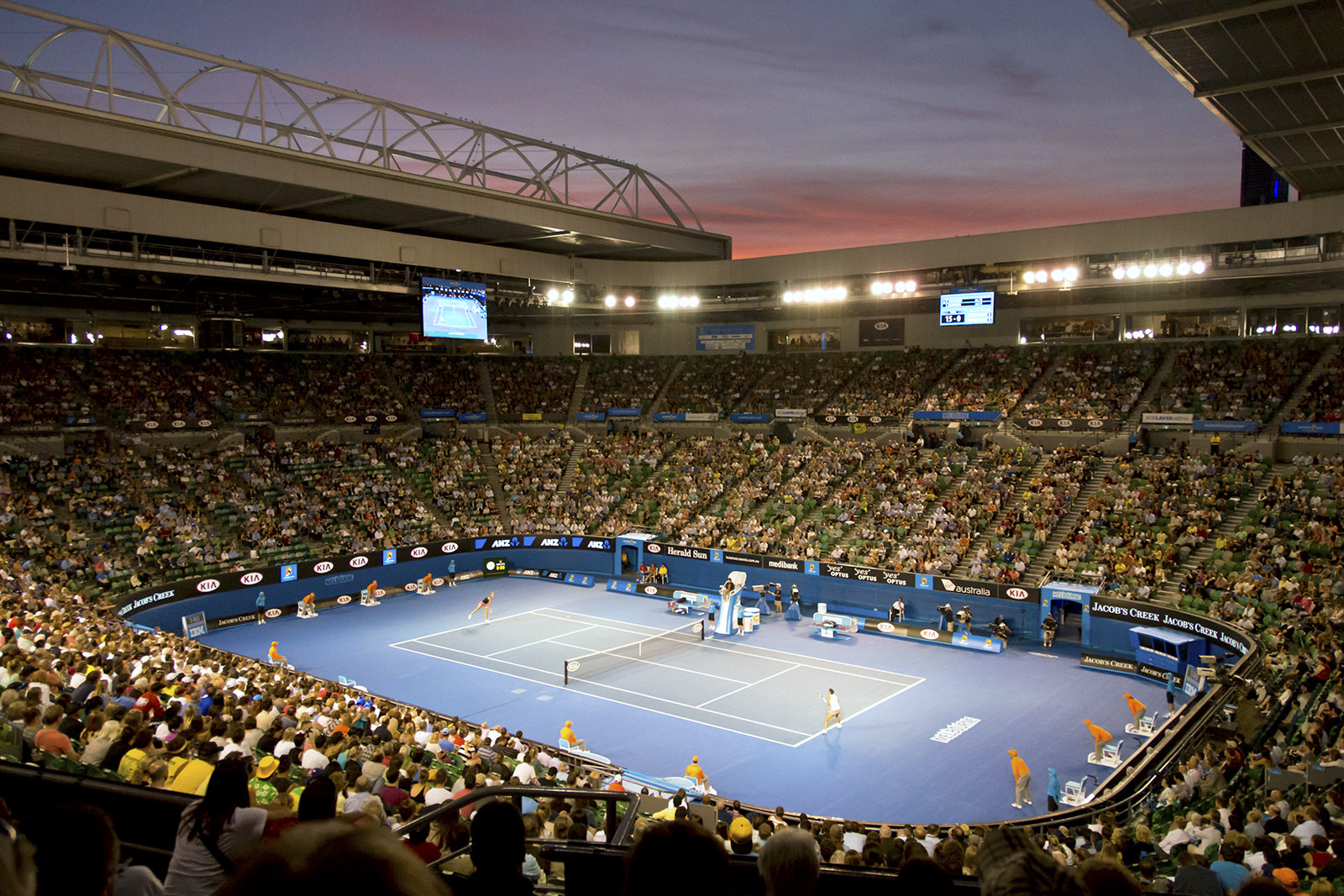
La Rod Laver Arena dove si sono giocate le finali dell'Australian Open

L'Australian Open 2025 è formato da competizioni di singolare e doppio maschile e femminile, e di doppio misto. Inoltre ci sono torneo di singolo e doppio per ragazzi e ragazze (giocatori sotto i 18 anni), ci sono anche eventi di singolo, doppio e quad per giocatori di tennis su sedia a rotelle maschili e femminili nella categoria del Grande Slam.
Il torneo si è giocato su venticinque campi in cemento GreenSet, inclusi i cinque campi principali: Rod Laver Arena, Margaret Court Arena, John Cain Arena, 1573 Arena e Kia Arena.

## Programma del torneo
Il torneo si è svolto in 15 giornate divise in due settimane: dal 12 al 26 gennaio.

## Teste di serie nel singolare
| Legenda colori              |
| Vincitore                   |
| Finalista                   |
| Semifinalista               |
| Quarti di finale            |
| Eliminato al 1T, 2T, 3T, 4T |

### Singolare maschile
| Tds | Rank | Giocatore                  | Punteggio precedente | Punti da difendere | Punti conquistati | Nuovo punteggio | Situazione                                      |
| --- | ---- | -------------------------- | -------------------- | ------------------ | ----------------- | --------------- | ----------------------------------------------- |
| 1   | 1    | Jannik Sinner              | 11,830               | 2,000              | 2,000             | 11,830          | Vittoria in finale contro Alexander Zverev [2]  |
| 2   | 2    | Alexander Zverev           | 7,635                | 800                | 1,300             | 8,135           | Sconfitto in finale da Jannik Sinner [1]        |
| 3   | 3    | Carlos Alcaraz             | 7,010                | 400                | 400               | 7,010           | Eliminato ai QF da Novak Đoković [7]            |
| 4   | 4    | Taylor Fritz               | 5,350                | 400                | 100               | 5,050           | Eliminato al 3°T da Gaël Monfils                |
| 5   | 5    | Daniil Medvedev            | 5,030                | 1,300              | 50                | 3,780           | Eliminato al 2°T da Learner Tien (Q)            |
| 6   | 6    | Casper Ruud                | 4,210                | 100                | 50                | 4,160           | Eliminato al 2°T da Jakub Menšík                |
| 7   | 7    | Novak Đoković              | 3,900                | 800                | 800               | 3,900           | Ritirato in SF vs Alexander Zverev [2]          |
| 8   | 8    | Alex de Minaur             | 3,525                | 200                | 400               | 3,725           | Eliminato ai QF da Jannik Sinner [1]            |
| 9   | 9    | Andrej Rublëv              | 3,520                | 400                | 10                | 3,130           | Eliminato 1°T da João Fonseca (Q)               |
| 10  | 10   | Grigor Dimitrov            | 3,200                | 100                | 10                | 3,110           | Ritirato al 1°T vs Francesco Passaro (LL)       |
| 11  | 12   | Stefanos Tsitsipas         | 3,195                | 200                | 10                | 3,005           | Eliminato al 1°T da Alex Michelsen              |
| 12  | 11   | Tommy Paul                 | 3,195                | 100                | 400               | 3,495           | Eliminato ai QF da Alexander Zverev [2]         |
| 13  | 13   | Holger Rune                | 2,910                | 50                 | 200               | 3,060           | Eliminato al 4°T da Jannik Sinner [1]           |
| 14  | 14   | Ugo Humbert                | 2,765                | 100                | 200               | 2,865           | Eliminato al 4°T da Alexander Zverev [2]        |
| 15  | 18   | Jack Draper                | 2,530                | 50                 | 200               | 2,680           | Eliminato al 4°T da Carlos Alcaraz [3]          |
| 16  | 15   | Lorenzo Musetti            | 2,600                | 50                 | 100               | 2,650           | Eliminato al 3°T da Ben Shelton [21]            |
| 17  | 16   | Frances Tiafoe             | 2,560                | 50                 | 50                | 2,560           | Eliminato al 2°T da Fábián Marozsán             |
| 18  | 17   | Hubert Hurkacz             | 2,555                | 400                | 50                | 2,205           | Eliminato al 2°T da Miomir Kecmanović           |
| 19  | 19   | Karen Chačanov             | 2,410                | 200                | 100               | 2,310           | Eliminato al 3°T da Alex Michelsen              |
| 20  | 21   | Arthur Fils                | 2,280                | 50                 | 100               | 2,330           | Eliminato al 3°T da Ugo Humbert [14]            |
| 21  | 20   | Ben Shelton                | 2,280                | 100                | 800               | 2,980           | Eliminato in SF da Jannik Sinner [1]            |
| 22  | 22   | Sebastian Korda            | 2,065                | 100                | 50                | 2,015           | Eliminato al 2°T da Aleksandar Vukic            |
| 23  | 26   | Alejandro Tabilo           | 1,705                | 10                 | 10                | 1,705           | Eliminato al 1°T da Roberto Carballés Baena     |
| 24  | 29   | Jiří Lehečka               | 1,660                | 50                 | 200               | 1,810           | Eliminato al 4°T da Novak Đoković [7]           |
| 25  | 24   | Alexei Popyrin             | 1,840                | 50                 | 10                | 1,800           | Eliminato al 1°T da Corentin Moutet             |
| 26  | 25   | Tomáš Macháč               | 1,805                | 100                | 100               | 1,805           | Eliminato al 3°T da Novak Đoković [7]           |
| 27  | 27   | Jordan Thompson            | 1,695                | 50                 | 50                | 1,695           | Eliminato al 2°T da Nuno Borges                 |
| 28  | 28   | Sebastián Báez             | 1,690                | 100                | 10                | 1,600           | Eliminato al 1°T da Arthur Cazaux               |
| 29  | 23   | Félix Auger-Aliassime      | 1,905                | 100                | 50                | 1,855           | Eliminato al 2°T da Alejandro Davidovich Fokina |
| 30  | 30   | Giovanni Mpetshi Perricard | 1,651                | 16                 | 10                | 1,645           | Eliminato al 1°T da Gaël Monfils                |
| 31  | 31   | Francisco Cerúndolo        | 1,620                | 50                 | 100               | 1,670           | Eliminato al 3°T da Alex de Minaur [8]          |
| 32  | 32   | Flavio Cobolli             | 1,512                | 130                | 10                | 1,392           | Eliminato al 1°T da Tomás Martín Etcheverry     |
| N/A | 55   | Lorenzo Sonego             | 1,026                | 50                 | 400               | 1,376           | Eliminato ai QF da Ben Shelton [21]             |

### Singolare femminile
| Tds | Rank | Giocatore                | Punteggio precedente | Punti da difendere | Punti conquistati | Nuovo punteggio | Situazione                                        |
| --- | ---- | ------------------------ | -------------------- | ------------------ | ----------------- | --------------- | ------------------------------------------------- |
| 1   | 1    | Aryna Sabalenka          | 9,656                | 2,000              | 1,300             | 8,956           | Sconfitta in finale da Madison Keys [19]          |
| 2   | 2    | Iga Świątek              | 8,120                | 130                | 780               | 8,770           | Eliminata in SF da Madison Keys [19]              |
| 3   | 3    | Coco Gauff               | 6,888                | 780                | 430               | 6,538           | Eliminata ai QF da Paula Badosa [11]              |
| 4   | 4    | Jasmine Paolini          | 5,399                | 240                | 130               | 5,289           | Eliminata al 3°T da Elina Svitolina [28]          |
| 5   | 5    | Zheng Qinwen             | 5,325                | 1,300              | 70                | 4,095           | Eliminata al 2°T da Laura Siegemund               |
| 6   | 7    | Elena Rybakina           | 4,723                | 70                 | 240               | 4,893           | Eliminata al 4°T da Madison Keys [19]             |
| 7   | 6    | Jessica Pegula           | 4,801                | 70                 | 130               | 4,861           | Eliminata al 3°T da Olga Danilović                |
| 8   | 8    | Emma Navarro             | 3,409                | 130                | 430               | 3,709           | Eliminata ai QF da Iga Świątek [2]                |
| 9   | 10   | Dar'ja Kasatkina         | 3,151                | 70                 | 240               | 3,321           | Eliminata al 4°T da Emma Navarro [8]              |
| 10  | 11   | Danielle Collins         | 3,147                | 70                 | 130               | 3,207           | Eliminata al 3°T da Madison Keys [19]             |
| 11  | 12   | Paula Badosa             | 2,958                | 130                | 780               | 3,608           | Eliminata in SF da Aryna Sabalenka [1]            |
| 12  | 13   | Diana Šnajder            | 2,895                | 10                 | 130               | 3,015           | Eliminata al 3°T da Donna Vekić [18]              |
| 13  | 16   | Anna Kalinskaja          | 2 637                | 430                | 0                 | 2 217           | Ritirata                                          |
| 14  | 15   | Mirra Andreeva           | 2,665                | 240                | 240               | 2,665           | Eliminata al 4°T da Aryna Sabalenka [1]           |
| 15  | 17   | Beatriz Haddad Maia      | 2,554                | 130                | 130               | 2,554           | Eliminata al 3°T da Veronika Kudermetova          |
| 16  | 22   | Jeļena Ostapenko         | 2,041                | 130                | 10                | 1,921           | Eliminata al 1°T da Belinda Bencic (PR)           |
| 17  | 18   | Marta Kostjuk            | 2,364                | 430                | 130               | 2,064           | Eliminata al 3°T da Paula Badosa [11]             |
| 18  | 19   | Donna Vekić              | 2,228                | 10                 | 240               | 2,458           | Eliminata al 4°T da Anastasija Pavljučenkova [27] |
| 19  | 14   | Madison Keys             | 2,680                | 0                  | 2,000             | 4,680           | Vittoria in finale contro Aryna Sabalenka [1]     |
| 20  | 20   | Karolína Muchová         | 2,079                | 0                  | 70                | 2,149           | Eliminata al 2°T da Naomi Ōsaka                   |
| 21  | 24   | Viktoryja Azaranka       | 1,992                | 240                | 10                | 1,762           | Eliminata al 1°T da Lucia Bronzetti               |
| 22  | 25   | Katie Boulter            | 1,931                | 70                 | 70                | 1,931           | Eliminata al 2°T da Veronika Kudermetova          |
| 23  | 26   | Magdalena Fręch          | 1,910                | 240                | 130               | 1,800           | Eliminata al 3°T da Mirra Andreeva [14]           |
| 24  | 23   | Julija Putinceva         | 2,017                | 10                 | 130               | 2,137           | Eliminata al 3°T da Dar'ja Kasatkina [9]          |
| 25  | 21   | Ljudmila Samsonova       | 2,070                | 10                 | 70                | 2,130           | Eliminata al 2°T da Olga Danilović                |
| 26  | 31   | Ekaterina Aleksandrova   | 1,713                | 10                 | 10                | 1,713           | Eliminata al 1°T da Emma Raducanu                 |
| 27  | 32   | Anastasija Pavljučenkova | 1,675                | 70                 | 430               | 2,035           | Eliminata ai QF da Aryna Sabalenka [1]            |
| 28  | 27   | Elina Svitolina          | 1,779                | 240                | 430               | 1,969           | Eliminata ai QF da Madison Keys [19]              |
| 29  | 28   | Linda Nosková            | 1,778                | 430                | 10                | 1,358           | Eliminata al 1°T da Clara Tauson                  |
| 30  | 29   | Leylah Annie Fernandez   | 1,755                | 70                 | 130               | 1,815           | Eliminata al 3°T da Coco Gauff [3]                |
| 31  | 30   | Maria Sakkarī            | 1,727                | 70                 | 10                | 1,667           | Eliminata al 1°T da Camila Osorio                 |
| 32  | 33   | Dajana Jastrems'ka       | 1,594                | 820                | 130               | 904             | Eliminata al 3°T da Elena Rybakina [6]            |

## Teste di serie nel doppio
| Legenda colori          |
| Vincitori               |
| Finalisti               |
| Semifinalisti           |
| Quarti di finale        |
| Eliminati al 1T, 2T, 3T |

### Doppio maschile
| Coppia             | Coppia                 | Rank1 | Tds |
| ------------------ | ---------------------- | ----- | --- |
| Marcelo Arévalo    | Mate Pavić             | 2     | 1   |
| Marcel Granollers  | Horacio Zeballos       | 8     | 2   |
| Simone Bolelli     | Andrea Vavassori       | 17    | 3   |
| Kevin Krawietz     | Tim Pütz               | 21    | 4   |
| Nikola Mektić      | Michael Venus          | 23    | 5   |
| Harri Heliövaara   | Henry Patten           | 30    | 6   |
| Nathaniel Lammons  | Jackson Withrow        | 38    | 7   |
| Máximo González    | Andrés Molteni         | 43    | 8   |
| Matthew Ebden      | Joran Vliegen          | 40    | 9   |
| Joe Salisbury      | Neal Skupski           | 50    | 10  |
| Julian Cash        | Lloyd Glasspool        | 54    | 11  |
| Jamie Murray       | John Peers             | 61    | 12  |
| Sander Gillé       | Jan Zieliński          | 62    | 13  |
| Nicolás Barrientos | Rohan Bopanna          | 62    | 14  |
| Hugo Nys           | Édouard Roger-Vasselin | 64    | 15  |
| Sadio Doumbia      | Fabien Reboul          | 66    | 16  |

- 1 Ranking al 6 gennaio 2025.

### Doppio femminile
| Coppia               | Coppia                   | Rank1 | Tds |
| -------------------- | ------------------------ | ----- | --- |
| Kateřina Siniaková   | Taylor Townsend          | 5     | 1   |
| Gabriela Dabrowski   | Erin Routliffe           | 5     | 2   |
| Hsieh Su-wei         | Jeļena Ostapenko         | 13    | 3   |
| Sara Errani          | Jasmine Paolini          | 19    | 4   |
| Chan Hao-ching       | Ljudmyla Kičenok         | 21    | 5   |
| Elise Mertens        | Ellen Perez              | 21    | 6   |
| Asia Muhammad        | Demi Schuurs             | 39    | 7   |
| Anna Danilina        | Irina Chromačëva         | 41    | 8   |
| Kristina Mladenovic  | Zhang Shuai              | 53    | 9   |
| Sofia Kenin          | Monica Niculescu         | 56    | 10  |
| Veronika Kudermetova | Ena Shibahara            | 63    | 11  |
| Guo Hanyu            | Aleksandra Panova        | 67    | 12  |
| Tímea Babos          | Nicole Melichar-Martinez | 68    | 13  |
| Marie Bouzková       | Bethanie Mattek-Sands    | 71    | 14  |
| Beatriz Haddad Maia  | Laura Siegemund          | 75    | 15  |
| Leylah Fernandez     | Nadežda Kičenok          | 74    | 16  |

- 1 Ranking al 6 gennaio 2025.

### Doppio misto
| Team             | Team             | Tds |
| ---------------- | ---------------- | --- |
| Sara Errani      | Andrea Vavassori | 1   |
| Erin Routliffe   | Michael Venus    | 2   |
| Ellen Perez      | Kevin Krawietz   | 3   |
| Taylor Townsend  | Hugo Nys         | 4   |
| Desirae Krawczyk | Neal Skupski     | 5   |
| Hsieh Su-wei     | Jan Zieliński    | 6   |
| Demi Schuurs     | Tim Pütz         | 7   |
| Asia Muhammad    | Andrés Molteni   | 8   |

## Wildcard
Ai seguenti giocatori è stata assegnata una wildcard per accedere al tabellone principale.

### Singolare maschile
- Nishesh Basavareddy
- Omar Jasika
- James McCabe
- Lucas Pouille
- Kasidit Samrej
- Tristan Schoolkate
- Li Tu
- Stan Wawrinka

### Singolare femminile
- Talia Gibson
- Maya Joint
- Emerson Jones
- Iva Jovic
- Chloé Paquet
- Daria Saville
- Ajla Tomljanović
- Zhang Shuai

### Doppio maschile
- Blake Ellis /  Thomas Fancutt
- Rinky Hijikata /  Jason Kubler
- Marc Polmans /  Matthew Romios
- Vasek Pospisil /  Jordan Thompson
- Luke Saville /  Li Tu
- Tristan Schoolkate /  Adam Walton
- Seita Watanabe /  Takeru Yuzuki

### Doppio femminile
- Destanee Aiava /  Maddison Inglis
- Kimberly Birrell /  Olivia Gadecki
- Lizette Cabrera /  Taylah Preston
- Jaimee Fourlis /  Petra Hule
- Talia Gibson /  Maya Joint
- Priscilla Hon /  Daria Saville
- Peangtarn Plipuech /  Tsao Chia-yi

### Doppio misto
- Destanee Aiava /  Omar Jasika
- Kimberly Birrell /  John-Patrick Smith
- Olivia Gadecki /  John Peers
- Priscilla Hon /  Alex Bolt
- Maddison Inglis /  Jason Kubler
- Emerson Jones /  Hayden Jones
- Taylah Preston /  Edward Winter
- Daria Saville /  Luke Saville

## Qualificazioni

### Singolare maschile
- Dominik Koepfer
- Lukáš Klein
- Matteo Gigante
- Tristan Boyer
- Nik'oloz Basilashvili
- Thiago Monteiro
- Gauthier Onclin
- Aziz Dougaz
- Jaime Faria
- Cristian Garín
- Mitchell Krueger
- João Fonseca
- Hady Habib
- Kamil Majchrzak
- Martín Landaluce
- Learner Tien

### Singolare femminile
- Jana Fett
- Viktorija Golubic
- Nao Hibino
- Maja Chwalińska
- Julia Riera
- Polina Kudermetova
- Darija Snihur
- Sára Bejlek
- Kimberly Birrell
- Destanee Aiava
- Wei Sijia
- Anca Todoni
- Tamara Zidanšek
- Léolia Jeanjean
- Elena-Gabriela Ruse
- Veronika Erjavec

## Ranking protetto
I seguenti giocatori sono entrati in tabellone con il ranking protetto:

### Singolare maschile
- Pablo Carreño Busta (18)
- Nick Kyrgios (21)
- Reilly Opelka (33)
- Kei Nishikori (48)
- Jenson Brooksby (52)
- Dominic Stricker (94)

### Singolare femminile
- Belinda Bencic (15)
- Caty McNally (71)
- Julia Grabher (73)
- Jodie Burrage (85)
- Zheng Saisai (89)
- Danka Kovinić (95)

### Doppio maschile
- Pablo Carreño Busta  /  Sergio Martos Gornés
- Borna Gojo  /  Miomir Kecmanović
- Christian Harrison  /  David Pel
- Thanasi Kokkinakis /  Nick Kyrgios

### Doppio femminile
- Hailey Baptiste /  Caty McNally
- Jodie Burrage /  Clara Tauson
- Julia Grabher /  Tara Moore
- Aleksandra Krunić /  Nina Stojanović
- Xu Yifan /  Yang Zhaoxuan

## Ritiri

### Prima del torneo
I seguenti giocatori e giocatrici sarebbero entrati in tabellone, ma si sono ritirati prima del sorteggio:

## Tennisti partecipanti ai singolari

### Singolare maschile
- Singolare maschile

| Campione                 | Campione                   | Finalista                   | Finalista                       |
| ------------------------ | -------------------------- | --------------------------- | ------------------------------- |
| Jannik Sinner [1]        | Jannik Sinner [1]          | Alexander Zverev [2]        | Alexander Zverev [2]            |
| Semifinalisti            |                            |                             |                                 |
| Ben Shelton [21]         | Ben Shelton [21]           | Novak Đoković [7]           | Novak Đoković [7]               |
| Eliminati ai quarti      |                            |                             |                                 |
| Alex de Minaur [8]       | Lorenzo Sonego             | Carlos Alcaraz [3]          | Tommy Paul [12]                 |
| Eliminati al 4º turno    |                            |                             |                                 |
| Holger Rune [13]         | Alex Michelsen             | Gaël Monfils                | Learner Tien (Q)                |
| Jiří Lehečka [24]        | Jack Draper [15]           | Alejandro Davidovich Fokina | Ugo Humbert [14]                |
| Eliminati al 3º turno    |                            |                             |                                 |
| Marcos Giron             | Miomir Kecmanović          | Karen Chačanov [19]         | Francisco Cerúndolo [31]        |
| Taylor Fritz [4]         | Lorenzo Musetti [16]       | Fábián Marozsán             | Corentin Moutet                 |
| Tomáš Macháč [26]        | Benjamin Bonzi             | Aleksandar Vukic            | Nuno Borges                     |
| Jakub Menšík             | Roberto Carballés Baena    | Arthur Fils [20]            | Jacob Fearnley                  |
| Eliminati al 2º turno    |                            |                             |                                 |
| Tristan Schoolkate (WC)  | Tomás Martín Etcheverry    | Hubert Hurkacz [18]         | Matteo Berrettini               |
| James McCabe (WC)        | Gabriel Diallo             | Facundo Díaz Acosta         | Tristan Boyer (Q)               |
| Cristian Garín (Q)       | Daniel Altmaier            | Pablo Carreño Busta (PR)    | Denis Shapovalov                |
| João Fonseca (Q)         | Frances Tiafoe [17]        | Mitchell Krueger (Q)        | Daniil Medvedev [5]             |
| Jaime Faria (Q)          | Reilly Opelka (PR)         | Hugo Gaston                 | Francesco Passaro (LL)          |
| Thanasi Kokkinakis       | Sebastian Korda [22]       | Jordan Thompson [27]        | Yoshihito Nishioka              |
| Casper Ruud [6]          | Félix Auger-Aliassime [29] | James Duckworth             | Kei Nishikori (PR)              |
| Hady Habib (Q)           | Quentin Halys              | Arthur Cazaux               | Pedro Martínez                  |
| Eliminati al 1º turno    |                            |                             |                                 |
| Nicolás Jarry            | Tarō Daniel                | Yannick Hanfmann            | Flavio Cobolli [32]             |
| Tallon Griekspoor        | Dušan Lajović              | Cameron Norrie              | Zhang Zhizhen                   |
| Stefanos Tsitsipas [11]  | Martin Landaluce (Q)       | Luca Nardi                  | Adrian Mannarino                |
| Aleksandr Bublik         | Zizou Bergs                | Federico Coria              | Botic van de Zandschulp         |
| Jenson Brooksby (PR)     | Borna Ćorić                | Francisco Comesaña          | Giovanni Mpetshi Perricard [30] |
| Brandon Nakashima        | Kamil Majchrzak (Q)        | Roberto Bautista Agut       | Matteo Arnaldi                  |
| Andrej Rublëv [9]        | Stan Wawrinka (WC)         | Thiago Seyboth Wild         | Arthur Rinderknech              |
| Alexei Popyrin [25]      | Rinky Hijikata             | Camilo Ugo Carabelli        | Kasidit Samrej (WC)             |
| Nishesh Basavareddy (WC) | Pavel Kotov                | Gauthier Onclin (Q)         | Sumit Nagal                     |
| Li Tu (WC)               | Omar Jasika (WC)           | David Goffin                | Grigor Dimitrov [10]            |
| Mariano Navone           | Roman Safiullin            | Damir Džumhur               | Lukáš Klein (Q)                 |
| Dominik Koepfer (Q)      | Alexandre Müller           | Aziz Dougaz (Q)             | Aleksandr Ševčenko              |
| Jaume Munar              | Nikoloz Basilašvili (Q)    | Shang Juncheng              | Jan-Lennard Struff              |
| Alejandro Tabilo [23]    | Dominic Stricker (PR)      | Thiago Monteiro (Q)         | Christopher O'Connell           |
| Matteo Gigante (Q)       | Bu Yunchaokete             | Adam Walton                 | Otto Virtanen                   |
| Sebastián Báez [28]      | Nick Kyrgios (PR)          | Luciano Darderi             | Lucas Pouille (WC)              |

### Singolare femminile
- Singolare femminile

| Campionessa                   | Campionessa           | Finalista                | Finalista               |
| ----------------------------- | --------------------- | ------------------------ | ----------------------- |
| Madison Keys [19]             | Madison Keys [19]     | Aryna Sabalenka [1]      | Aryna Sabalenka [1]     |
| Semifinaliste                 |                       |                          |                         |
| Iga Świątek [2]               | Iga Świątek [2]       | Paula Badosa [11]        | Paula Badosa [11]       |
| Eliminate ai quarti           |                       |                          |                         |
| Anastasija Pavljučenkova [27] | Coco Gauff [3]        | Elina Svitolina [28]     | Emma Navarro [8]        |
| Eliminate al 4º turno         |                       |                          |                         |
| Mirra Andreeva [14]           | Donna Vekić [18]      | Belinda Bencic (PR)      | Olga Danilović          |
| Elena Rybakina [6]            | Veronika Kudermetova  | Dar'ja Kasatkina [9]     | Eva Lys (LL)            |
| Eliminate al 3º turno         |                       |                          |                         |
| Clara Tauson                  | Magdalena Fręch [23]  | Diana Šnajder [12]       | Laura Siegemund         |
| Leylah Annie Fernandez [30]   | Naomi Ōsaka           | Marta Kostjuk [17]       | Jessica Pegula [7]      |
| Dajana Jastrems'ka [32]       | Danielle Collins [10] | Beatriz Haddad Maia [15] | Jasmine Paolini [4]     |
| Ons Jabeur                    | Julija Putinceva [24] | Jaqueline Cristian       | Emma Raducanu           |
| Eliminate al 2º turno         |                       |                          |                         |
| Jéssica Bouzas Maneiro        | Tatjana Maria         | Anna Blinkova            | Moyuka Uchijima         |
| Ajla Tomljanović (WC)         | Harriet Dart (LL)     | Anastasija Potapova      | Zheng Qinwen [5]        |
| Jodie Burrage (PR)            | Cristina Bucșa        | Karolína Muchová [20]    | Suzan Lamens            |
| Talia Gibson (WC)             | Jule Niemeier         | Ljudmila Samsonova [25]  | Elise Mertens           |
| Iva Jovic                     | Danka Kovinić         | Elena-Gabriela Ruse      | Destanee Aiava          |
| Ėrika Andreeva                | Katie Boulter [22]    | Caroline Dolehide        | Renata Zarazúa          |
| Wang Xiyu                     | Camila Osorio         | Zhang Shuai (WC)         | Wang Yafan              |
| Varvara Gračëva               | Lucia Bronzetti       | Amanda Anisimova         | Rebecca Šramková        |
| Eliminate al 1º turno         |                       |                          |                         |
| Sloane Stephens               | Sonay Kartal          | Bernarda Pera            | Linda Nosková [29]      |
| Veronika Kudermetova (Q)      | Daria Saville (WC)    | Magda Linette            | Marie Bouzková          |
| Elisabetta Cocciaretto        | Ashlyn Krueger        | Jana Fett                | Diane Parry             |
| Yuan Yue                      | Tamara Zidanšek (Q)   | Hailey Baptiste          | Anca Todoni (Q)         |
| Sofia Kenin                   | Léolia Jeanjean (Q)   | Chloé Paquet (WC)        | Julija Starodubceva     |
| Nadia Podoroska               | Caroline Garcia       | Veronika Erjavec (Q)     | Jeļena Ostapenko [16]   |
| Wang Xinyu                    | Zeynep Sönmez         | Maja Chwalińska (Q)      | Nao Hibino (Q)          |
| Kamilla Rachimova             | Arantxa Rus           | Viktorija Golubic (Q)    | Maya Joint (WC)         |
| Emerson Jones (WC)            | Nuria Parrizas-Diaz   | Lulu Sun                 | Mayar Sherif            |
| Ann Li                        | Irina-Camelia Begu    | Greet Minnen             | Darija Snihur (Q)       |
| Julia Riera (Q)               | Zheng Saisai (PR)     | Olivia Gadecki           | Rebecca Marino          |
| Sorana Cîrstea                | Sára Bejlek           | Taylor Townsend          | Wei Sijia (Q)           |
| Peyton Stearns                | Julia Grabher (PR)    | Anhelina Kalinina        | Maria Sakkarī [31]      |
| Èlina Avanesyan               | McCartney Kessler     | Anna Bondár              | Viktorija Tomova        |
| Kimberly Birrell (Q)          | Caty McNally (PR)     | Petra Martić (LL)        | Viktoryja Azaranka [21] |
| Ekaterina Aleksandrova [26]   | María Carlé           | Katie Volynets           | Kateřina Siniaková      |

## Campioni

### Senior

#### Singolare maschile
Jannik Sinner ha sconfitto in finale  Alexander Zverev con il punteggio di 6–3, 7–6(4), 6–3.

#### Singolare femminile
Madison Keys ha sconfitto in finale  Aryna Sabalenka con il punteggio di 6–3, 2–6, 7–5.
• È stato il primo titolo Slam di Madison Keys.

#### Doppio maschile
Harri Heliövaara e  Henry Patten hanno sconfitto in finale  Simone Bolelli e  Andrea Vavassori con il punteggio di 6(16)–7, 7–6(5), 6–3.

#### Doppio femminile
Kateřina Siniaková e  Taylor Townsend hanno sconfitto in finale  Hsieh Su-wei e  Jeļena Ostapenko con il punteggio di  6–2, 6(4)–7, 6–3.

#### Doppio misto
Olivia Gadecki e  John Peers hanno sconfitto in finale  Kimberly Birrell e  John-Patrick Smith col punteggio di 3–6, 6–4, [10–6].

### Junior

#### Singolare ragazzi
Henry Bernet ha sconfitto  in finale  Benjamin Willwerth con il punteggio di 6–3, 6–4.

#### Singolare ragazze
Wakana Sonobe ha sconfitto  in finale  Kristina Penickova con il punteggio di 6–0, 6–1.

#### Doppio ragazzi
Maxwell Exsted' e  Jan Kumstát hanno sconfitto in finale  Ognjen Milić e  Egor Pleshivtsev con il punteggio di 7–6(6), 6–3.

#### Doppio ragazze
Annika Penickova e  Kristina Penickova hanno sconfitto in finale  Emerson Jones e  Hannah Klugman con il punteggio di 6–4, 6–2.

### Tennisti in carrozzina

#### Singolare maschile carrozzina
Alfie Hewett ha sconfitto in finale  Tokito Oda con il punteggio di 6–4, 6–4.

#### Singolare femminile carrozzina
Yui Kamiji ha sconfitto in finale  Aniek van Koot con il punteggio di 6–2, 6–2.

#### Quad singolare
Sam Schröder ha sconfitto in finale  Niels Vink con il punteggio di 7–6(7), 7–5.

#### Doppio maschile carrozzina
Alfie Hewett e  Gordon Reid hanno sconfitto in finale  Daniel Caverzaschi e  Stéphane Houdet con il punteggio di 6–2, 6–4.

#### Doppio femminile carrozzina
Li Xiaohui e  Wang Ziying hanno sconfitto in finale  Manami Tanaka e  Zhu Zhenzhen con il punteggio di 6–2, 6–3.

#### Quad doppio
Andy Lapthorne e  Sam Schröder hanno sconfitto in finale  Guy Sasson e  Niels Vink con il punteggio di 6–1, 6–4.

## Punti
| Torneo    | Torneo    | V     | F     | SF  | QF  | 4T  | 3T  | 2T | 1T | Q  | Q3 | Q2 | Q1 |
| Singolare | Maschile  | 2.000 | 1.300 | 800 | 400 | 200 | 100 | 50 | 10 | 30 | 16 | 8  | 0  |
| Singolare | Femminile | 2.000 | 1.300 | 780 | 430 | 240 | 130 | 70 | 10 | 40 | 30 | 20 | 2  |
| Doppio    | Maschile  | 2.000 | 1.200 | 720 | 360 | 180 | 90  | 0  | –  | –  | –  | –  | –  |
| Doppio    | Femminile | 2.000 | 1.300 | 780 | 430 | 240 | 130 | 10 | –  | –  | –  | –  | –  |

## Montepremi
Il montepremi totale dell'Australian Open per il 2024 è aumentato del 11,56% su base annua, raggiungendo il record di 96500000 AUD.
| Evento        | V           | F           | SF          | QF        | 4T        | 3T        | 2T        | 1T        | Q3       | Q2       | Q1       |
| Singolare     | A$3,500,000 | A$1,900,000 | A$1,100,000 | A$665,000 | A$420,000 | A$290,000 | A$200,000 | A$132,000 | A$72,000 | A$49,000 | A$35,000 |
| Doppio*       | A$810,000   | A$440,000   | A$250,000   | A$142,000 | N.D.      | A$82,000  | A$58,000  | A$64,000  | N.D.     | N.D.     | N.D.     |
| Doppio misto* | A$175,000   | A$97,750    | A$52,500    | A$27,750  | N.D.      | N.D.      | A$14,000  | A$7,250   | N.D.     | N.D.     | N.D.     |

*Per squadra